# Бадрутдінов Мінулла Бадрутдінович
Мінулла Бадрутдінович Бадрутдінов (1901 — 29 вересня 1943) — герой Радянського Союзу (19.03.1944), учасник Громадянської і Другої світової воєн, в роки Великої Вітчизняної — стрілець 78-го гвардійського полку 25-ї гвардійської стрілецької дивізії 6-ї армії Південно-Західного фронту, сержант.

## Біографія
Народився 1901 року в селі Чургулди, нині Татишлинського району Башкортостану. Татарин. Освіта початкова. Член ВКП(б) з 1943 року. Учасник громадянської війни. До 1930 року займався землеробством у своєму господарстві в селі Чургулди. У 1930-1941 роки — працював у колгоспі «Спартак» Татишлинського району.
В Червону армію призваний восени 1941 року Татишлинським райвійськкоматом. На фронті Другої світової війни з грудня 1941 року.
Сержант М.Б. Бадрутдінов здійснив подвиг 29 вересня 1943 року при форсуванні річки Дніпро на північ від села Військове Дніпропетровської області, діючи у складі загону по захопленню плацдарму. У момент форсування і захоплення плацдарму, під ураганним артилерійсько-мінометним і кулеметним вогнем противника, загін, в якому знаходився Бадрутдінов, переправившись на протилежний берег, долаючи впертий опір і ескарпи, увірвався в траншеї, знищуючи живу силу і техніку. Захопивши висоту 130,3, загін закріпився. Вранці противник, намагаючись витіснити із захоплених рубежів радянських бійців, зробив п'ять лютих атак при підтримці танків і самохідних гармат. Гвардійці відбили всі атаки ворога, розгромивши до двох батальйонів піхоти і знищивши чотири танки, не відступили ні кроку назад. Під час захоплення третьої лінії траншей Бадрутдінов першим піднявся в атаку, тягнучи за собою інших, і в рукопашній сутичці, що зав'язалася особисто заколов трьох солдатів противника. В цьому бою загинув.
Звання Героя Радянського Союзу Мінуллі Бадрутдіновичу Бадрутдінову присвоєно посмертно Указом Президії Верховної Ради СРСР 19 березня 1944 року.

## Нагороди
- Медаль «Золота Зірка» Героя Радянського Союзу (19.03.1944)
- Орден Леніна (19.03.1944)
- Орден Червоного Прапора

## Пам'ять
- Похований в селі Вовніги Дніпропетровської області.
- Ім'ям Героя названа Чургулдинська школа, у дворі якої встановлено його бюст.
- У селі Верхні Татишли його ім'ям названа вулиця.